# Aïn El Hadjel
Aïn El Hadjel (em árabe: عين الحجل) é uma cidade e comuna localizada na província de M'Sila, Argélia. Segundo o censo de 2008, a população total da cidade era de 33 046 habitantes.